# لوئیز آلبرتو سیلوا دوس سانتوس
لوئیز آلبرتو سیلوا دوس سانتوس (به پرتغالی: Luís Alberto Silva Santos) هافبک اهل برزیل است که در شهر سالوادور و در تاریخ ۱۷ نوامبر ۱۹۸۳ به دنیا آمده‌است.
لوئیز آلبرتو سیلوا دوس سانتوس در تیم‌های فوتبال Bahia سابقهٔ حضور دارد.